# 1 Lacertae
Désignations
1 Lacertae (en abrégé 1 Lac) est la deuxième étoile la plus brillante de la constellation boréale du Lézard. Sa magnitude apparente est de 4,15. L'étoile présente une parallaxe annuelle de 5.25 ± 0.23 mas mesurée par le satellite Hipparcos, ce qui permet d'en déduire qu'elle est distante de 620 ± 30 a.l. (∼ 190 pc) de la Terre. Elle se rapproche du système solaire à une vitesse radiale de −8,6 km/s.
1 Lacertae est une étoile orangée de type spectral K3 II-III ; la notation « II-III » indique que son spectre présente une classe de luminosité qui est intermédiaire entre celle d'une étoile géante lumineuse et d'une géante. Âgée d'environ 170 millions d'années, elle est à peu près quatre fois plus massive que le Soleil et son enveloppe s'est étendue jusqu'à ce que son rayon devienne 69 fois plus grand que celui du Soleil. L'étoile est environ 1 450 fois plus lumineuse que le Soleil et sa température de surface est de 4 288 K.
1 Lacertae a été un temps suspectée d'être une étoile variable, mais des études ultérieures ont montré que ce n'était pas le cas.